# El Pingüino (serie de televisión)
El Pingüino —The Penguin en inglés— es una miniserie de televisión estadounidense creada por Lauren LeFranc para HBO. Está basada en el personaje de DC Comics del mismo nombre. Es un spin-off de la película The Batman (2022), que explora el ascenso al poder del pingüino en el inframundo criminal de Gotham City. La serie es producida por 6th & Idaho, DC Studios y Dylan Clark Productions en asociación con Warner Bros. Television Studios, con LeFranc como showrunner.
Colin Farrell interpreta al personaje principal, retomando su papel de The Batman, junto a Cristin Milioti. El desarrollo inicial del spin-off comenzó en septiembre de 2021, con LeFranc adjunto como escritora y Farrell pronto confirmó que retomaría su papel. HBO Max ordenó la serie poco después del estreno de la película en marzo de 2022, y Craig Zobel se unió para dirigir los primeros tres episodios de la serie en octubre. La filmación comenzó en marzo de 2023 en Nueva York y durará hasta mediados de 2023. La serie fue trasladada al sucesor de HBO Max, Max en julio de 2023 y en junio del 2024 nuevamente fue removida del sello Max Originals (junto con Lanterns e It: bienvenidos a Derry) para debutar en HBO.
El Pingüino se estrenó en los Estados Unidos en el canal de televisión por suscripción HBO, el 19 de septiembre de 2024 y emitió ocho episodios hasta el 10 de noviembre de 2024. La serie recibió elogios de la crítica por sus actuaciones, guion, dirección, tono y valores de producción.

## Premisa
Ambientada una semana después de los acontecimientos de The Batman (2022), la serie explora el ascenso al poder de Oswald «Oz» Cobb / El Pingüino en el inframundo criminal de Gotham City.

## Reparto y personajes

### Principal
- Colin Farrell como Oswald «Oz» Cobb / El Pingüino:
Un señor del crimen desfigurado y ex lugarteniente del difunto jefe del crimen Carmine Falcone que está en ascenso para convertirse en un capo criminal por derecho propio.[2][3] Farrell dijo que la serie exploraría más a fondo la "incomodidad, la fuerza y la villanía" del personaje, así como el "hombre desconsolado que hay dentro" más allá de su introducción en The Batman (2022).[4]Para la serie, el apellido del personaje se acorta a "Cobb" de "Cobblepot", que se usa en los cómics, porque la producción encontró que era un nombre más realista y con más fundamento.
  - Ryden Allen como el joven Oz
- Cristin Milioti como Sofia Gigante / The Hangman: [nota 1] la hija de Carmine y una presunta asesina en serie psicópata que, después de ser liberada del Asilo Arkham, lucha contra Oz por el control del submundo criminal de Ciudad Gotham.[5]Inicialmente conocida como "Sofia Falcone", más tarde adopta el apellido de su madre "Gigante" para fastidiar la memoria de su padre.
- Rhenzy Feliz como Víctor «Vic» Aguilar: Un adolescente sin hogar que se convierte en el chofer y ejecutor personal de Oz. [6]
- Deirdre O'Connell como Francis Cobb: la madre de Oz que sufre demencia de aparición temprana.[7]
  - Emily Meade como la joven Francis

- Clancy Brown como Salvatore Maroni: un jefe de la mafia y gánster en Gotham City cuya operación terminó en la histórica redada de drogas de Gotham, en la que Carmine Falcone fue el informante.[8]
- Carmen Ejogo como Eve Karlo: una trabajadora sexual y amante de Oz.[9]
- Michael Zegen como Alberto Falcone: hijo de Carmine y hermano de Sofia, que lucha contra la adicción a las drogas y al alcohol.[10]
- Jayme Lawson como Bella Real: la alcaldesa electa de Gotham.
- Berto Colón como Castillo: un ejecutor de la organización Falcone leal a Sofía.
- Michael Kelly como Johnny Vitti: el subjefe de la familia criminal Falcone y jefe interino tras la muerte de Carmine.[11]
- Shohreh Aghdashloo como Nadia Maroni: La esposa de Salvatore
- James Madio como Milos Grapa: Un caporegime para la familia Falcone y ex guardaespaldas de Carmine.
- David H. Holmes como Nick Fuchs: un ejecutor de Oz.[12]
- Joshua Bitton como Mikey Stone: un guardia de la prisión de Blackgate que trabaja en secreto para Oz.
- Daniel J. Watts como Bruno Tess: uno de los leales ejecutores de Oz.
- Ben Cook como Calvin: un adolescente de la calle y amigo de Vic.
- Scott Cohen como Luca Falcone: Hermano de Carmine y miembro de alto rango de la familia criminal Falcone
- Theo Rossi como Julian Rush: Un médico que trabajaba en Arkham y el terapeuta de Sofia.[13]
- Mark Strong como Carmine Falcone: El fallecido jefe criminal de Gotham y padre de Sofia, Alberto y Selina Kyle. Strong reemplaza a John Turturro, quien interpretó al personaje en The Batman. Falcone aparece en varias escenas de flashback como un hombre más joven. [14]
- Aleksa Palladino como Carla Viti: prima de Sofía y hermana de Johnny.
- Craig Walker como el detective Marcus Wise: un ex policía corrupto que trabaja para Sofía a cambio de drogas.
- Tess Soltau como Tina Falcone: la esposa de Luca y la amante de Johnny.
- Marié Botha como Magpie: una reclusa de Arkham encarcelada por robo en serie, que atormenta a Sofía durante su encarcelamiento.
- Jared Abrahamson como Squid: Un traficante de drogas que opera en el barrio de Víctor.[15]
- Nadine Malouf como Summer Gleeson: una periodista que se convierte en una de las víctimas del Ahorcado.
- Con O'Neill como el jefe del GCPD, Mackenzie Bock. O'Neill repite su papel de The Batman.
- T. Ryder Smith como Dr. Ventris: un psicólogo de Arkham.
- Louis Cancelmi como Rex Calabrese: un gángster de la juventud de Oz que era venerado como una figura de la comunidad.
- Nico Tirozzi como Benny Cobb: el hermano de Oz.
- Owen Asztalos como Jack Cobb: el hermano de Oz.

### Recurrente
- Aria Shahghasemi como Taj Maroni: el hijo de Salvatore y Nadia Maroni.
- Kenzie Grey como Gia Viti: la hija pequeña de Carla

### Invitados
- François Chau como Feng Zhao: Líder de las tríadas de Gotham.
- Rhys Coiro como el concejal Sebastian Hady, un miembro de la política en Gotham.
- Emily Meade como la joven Francis Cobb

Peter McDonald aparece como el detective del GCPD William Kenzie en "Cent'Anni", repitiendo su papel de The Batman; aparece acreditado como coprotagonista durante los créditos finales junto con Rupert Penry-Jones como Don Mitchell Jr., también repitiendo su papel de The Batman en un cameo silencioso al comienzo de "Homecoming".

## Episodios
| N.º | Título                                           | Dirigido por       | Escrito por                     | Fecha de lanzamiento original |
| --- | ------------------------------------------------ | ------------------ | ------------------------------- | ----------------------------- |
| 1 | «After Hours» «Tiempo extra»                     | Craig Zobel        | Lauren LeFranc                  | 19 de septiembre de 2024      |
| Una semana después del asesinato de Carmine Falcone y la destrucción del malecón de Ciudad Gótica, Oswald "Oz" Cobb es atrapado por Alberto Falcone, el hijo de Carmine y heredero aparente, mientras recupera un alijo de objetos de valor de Falcone del Iceberg Lounge. Oz escucha mientras Alberto explica sus planes para revolucionar la operación de drogas de la familia. Cuando Oz revela sus aspiraciones de ser un mafioso poderoso y respetado, Alberto se burla de él, lo que lleva a Oz a dispararle y matarlo impulsivamente. Oz intenta deshacerse de su cuerpo y asusta a un grupo de delincuentes juveniles que roban las llantas de su auto. Recluta a uno de ellos, Víctor Aguilar, para que lo ayude. En una reunión con los Falcone, Oz se entera de que planean asumir el control de su red de drogas y se encuentra con la hija de Carmine, Sofia, recién liberada del Asilo Arkham. Oz planea irse de la ciudad, pero cambia de opinión después de ser alentado por su madre Francis. Oz visita al rival de Falcone, Salvatore Maroni, en la prisión de Blackgate, y le ofrece ayudarlo a volver al control de la operación de tráfico de drogas. Maroni se muestra reacio, pero lo reconsidera cuando Oz le devuelve un anillo que Carmine le había quitado a Maroni. Más tarde, Sofía captura y tortura a Oz, pero se distrae con la repentina aparición del cuerpo de Alberto, organizada por Víctor para implicar a los Maroni. Oz es liberado y comienza a conspirar con Víctor para tomar el control de la familia criminal Falcone. |                                                  |                    |                                 |                               |
| 2 | «Inside Man» «Infiltrado»                        | Craig Zobel        | Erika L. Johnson                | 29 de septiembre de 2024      |
| Aunque furioso porque Oz lo incriminó, Maroni le permite ayudar con un envío de Falcone que posteriormente es tomado por sus hombres. El hermano de Carmine, Luca, llega para encabezar la familia. Mientras tanto, se revela que Francis sufre demencia. Sofía sufre trastorno de estrés postraumático por la muerte de Alberto y se vuelve cada vez más desquiciada, convencida de que hay un topo de Maroni. Después del funeral de Alberto, soborna a un detective retirado del GCPD que anteriormente estaba en la nómina de su padre para que investigue el atraco, secuestrando a Ervad, uno de los secuaces de Maroni. La esposa de Maroni, Nadia, asigna a Oz para recuperarlo antes de que los Falcone puedan hacerlo hablar. Oz asigna a Víctor para plantar evidencia para incriminar al subjefe de Falcone, Johnny Viti, por el asesinato de Alberto, mientras se comunica con Ervad para que implique a Viti. Sin embargo, Victor es atrapado tratando de plantar la evidencia y apenas escapa; Oz asesina a Ervad con una navaja y acusa al ejecutor de Sofía, Castillo, de ser el topo al colocarle el arma. Luca ejecuta a Castillo, negándose al deseo de Sofía de que lo haga para vengar a Alberto, y le ordena que se vaya del negocio familiar. Oz hace que Víctor cave una tumba para Ervad y Castillo, amenazándolo con matarlo si le falla nuevamente. Luego se reúne con Sofía, quien le pide una asociación para acabar con la jerarquía de los Falcone para que ella pueda tomar el control.                                            |                                                  |                    |                                 |                               |
| 3 | «Bliss»                                          | Craig Zobel        | Noelle Valdivia                 | 6 de octubre de 2024          |
| En flashbacks, Victor queda huérfano después de que la explosión del malecón ahoga a su familia. En el presente, Sofía le presenta a Oz una nueva droga que se usó en ella y los otros reclusos de Arkham, la que Oz llama "Bliss". Juntos hacen una propuesta a las Tríadas, una mafia china para ayudar a distribuir la droga, pero se niegan a hacer negocios con ellos a menos que obtengan el apoyo de Viti. Oz y Sofía chantajean a Viti para que les dé su apoyo al atraparlo teniendo sexo con la esposa de Luca Falcone y amenazando con exponerlo. Después de que les da su apoyo a regañadientes, las Tríadas entran en negocios con Oz y Sofía. Mientras tanto, Victor está conflictuado por su deseo de dejar Gótica con su novia en busca de una vida mejor y quedarse con Oz para potencialmente volverse rico y poderoso; también teme que Oz lo mate si intenta desertar. Cuando Oz se entera de sus intenciones, admite que lo respeta genuinamente y le permite irse. Víctor decide regresar con Oz, solo para descubrir que él y Sofía son atacados por los Maroni, enterados de su alianza. Víctor crea una distracción y escapa con Oz, dejando atrás a Sofía. |                                                  |                    |                                 |                               |
| 4 | «Cent'Anni»                                      | Helen Shaver       | John McCutcheon                 | 13 de octubre de 2024         |
| En flashbacks, Sofía se entera por una reportera que Carmine es sospechoso de ser "el Ahorcado", un asesino en serie que estrangula y ahorca a las mujeres; su madre había muerto por un método similar cuando ella era niña. Desesperada por respuestas, Sofía se reúne con ella en privado. Oz alerta a Carmine, quien toma represalias incriminándola por todos los asesinatos y haciendo que la internen en el Asilo Arkham, horrorizando a Alberto y Oz. Aunque inicialmente está confinada solo por seis meses, Carmine la deja allí por más de una década. Las reclusas se burlan constantemente de ella, mientras que su médico, Ventress, la somete a terapia de electroshock, aunque el asociado de Ventress, el Dr. Julian Rush, finalmente se da cuenta de que Sofía es inocente y renuncia. La tensión mental y física finalmente lleva a Sofía a una crisis nerviosa, y asesina a su compañera de celda Magpie. En el presente, Sofía es rescatada a un lugar seguro por Rush. Después de enterarse por Nadia de que Oz asesinó a Alberto, Sofía decide que no puede confiar en nadie. Esa noche, libera un gas en la mansión Falcone que acaba con la jerarquía familiar, incluido Luca. Solo perdona a Gia, la hija pequeña de su prima, y a Viti, a quien secuestra. |                                                  |                    |                                 |                               |
| 5 | «Homecoming» «Bienvenida»                        | Helen Shaver       | Breannah Gibson & Shaye Ogbonna | 20 de octubre de 2024         |
| Mientras Víctor se esconde junto con Frances en una estación de tranvía subterránea abandonada, Oz y sus hombres secuestran al hijo de Maroni, Taj, y lanza un ultimátum a los Maroni, ofreciendo devolverle a Taj a cambio del cargamento de Bliss que Nadia le quitó. Durante el enfrentamiento, Oz, que ha sobornado a un guardia de la prisión para que asesine a Maroni y cubrió a Taj con gasolina, mata a Taj y Nadia incendiándolos. Sin embargo, el fuego activa los extintores y destruye la mayor parte del Bliss, mientras que Maroni sobrevive y escapa de la prisión. Mientras tanto, Gia es enviada a un hogar de niños y Viti decide apoyar la oferta de Sofía de encabezar la familia después de que recuerdan a su madre, Isabella Gigante. Acompañada por Rush, que se ha enamorado de ella, Sofia rebautiza a la familia con el nombre de su madre y se gana la lealtad de los hombres de Carmine argumentando que ellos también fueron maltratados y desatendidos bajo su liderazgo. Cuando Viti se opone a sus planes de hacer las paces con los Maroni, Sofia lo ejecuta. Más tarde, ella y un Maroni afligido forman una alianza para matar a Oz. |                                                  |                    |                                 |                               |
| 6 | «Gold Summit» «Cumbre de oro»                    | Kevin Bray         | Nick Towne                      | 27 de octubre de 2024         |
| Oz hace crecer su imperio significativamente, reproduciendo y distribuyendo la Bliss en el subterráneo. Sofía y los Maroni matan a varios traficantes de Bliss como advertencia, lo que lleva a Oz a decidir regalarlo para ganarse el favor de las otras bandas. Víctor se enfrenta a Squid, un conocido y traficante de drogas, que le pide a Víctor que le deje unirse a la operación. Sofía y Sal irrumpen en el apartamento de Oz para encontrar algo para vengarse de él, y Sofía descubre una foto de Eve. Mientras tanto, la condición de Francis se deteriora aún más y obliga a Oz a prometer que la matará si se enferma gravemente. Oz amenaza a un concejal corrupto para devolver la luz a Crown Point y establece una reunión con las otras bandas. Víctor intenta pagar a Squid, pero cuando amenaza con exponer a Víctor y Oz a menos que se establezca una reunión con Oz, Víctor lo mata de un disparo y huye. Sofia visita a Eve, inicialmente amenazando con matarla para llegar a Oz, pero Eve revela su ubicación después de que Sofia revela que Oz estaba al tanto de la verdadera identidad del Ahorcado. En la reunión, Oz convence a las pandillas de trabajar juntas contra los Gigante, Maroni y la élite superior. Francis y Victor bailan al son de la música después de que se restablece la energía en Crown Point, justo cuando Sofia entra con una palanca. |                                                  |                    |                                 |                               |
| 7 | «Top Hat» «El jefe»                              | Kevin Bray         | Vladimir Cvetko                 | 3 de noviembre de 2024        |
| De niño, Oz está resentido por la atención que su madre le da a sus hermanos, Jackie y Ben. Después de un juego de escondite, Oz deja a sus hermanos atrapados dentro de un túnel de alcantarillado desbordado donde se ahogan. En el presente, Oz regresa a su apartamento y encuentra a Vic herido, quien revela que Sofía ha secuestrado a Francis. Vic escapa justo antes de que Maroni llegue con sus hombres; Maroni golpea a Oz y hace que lo lleve a su guarida subterránea. Oz y sus hombres preparan una emboscada, y Maroni muere de un ataque cardíaco mientras lucha contra Oz. Mientras tanto, Sofía hace que Rush interrogue a Francis sobre las debilidades de Oz y visita a Gia después de enterarse de que tiene la intención de cooperar con la policía. Desilusionada después de ver el dolor que le ha causado a Gia, Sofía considera aceptar el ultimátum de Oz de intercambiar a Francis por su suministro de Bliss, pero Rush la convence de seguir adelante con su deseo de ver sufrir a Oz. Durante el intercambio, Sofía envía una bomba que destruye la base de Oz y mata a todos sus hombres. Oz sobrevive y reaparece, pero es noqueado por el detective que Sofía sobornó para secuestrar a Ervad. |                                                  |                    |                                 |                               |
| 8 | «A Great or Little Thing» «Algo grande o mínimo» | Jennifer Getzinger | Lauren LeFranc                  | 10 de noviembre de 2024       |
| Usando la terapia EMDR, Rush se entera de que Francis ya sabía que Oz ahogó a sus hermanos e intentó matarlo pero no pudo hacerlo. Oz es llevado ante Sofia, quien hace que Francis confiese la verdad. Oz se niega a admitir sus acciones incluso cuando Rush tortura a Francis, lo que hace que ella lo repudie antes de sufrir un derrame cerebral. Oz escapa, mata al detective y lleva a Francis al hospital. Mientras tanto, los jefes locales abandonan a Oz por Sofia, quien ofrece una recompensa por Oz mientras se prepara para dejar Gotham. Vic organiza que los jefes sean asesinados por sus ayudantes, quienes ayudan a Oz a secuestrar a Sofia. En lugar de matarla, Oz hace que sus contactos policiales la devuelvan a Arkham. Oz y Vic visitan a Francis para celebrar, solo para enterarse de que entró en un estado vegetativo, lo que hace que Oz se derrumbe. Oz luego asesina a Vic, diciendo que la familia debilita a las personas. Mientras tanto, Rush, que ha regresado a Arkham para cuidar de Sofía, le entrega una carta de su media hermana, Selina Kyle. Oz lleva a la vegetativa Francis a una nueva suite en el ático, donde baila con Eve vestida como Francis, mientras la Bati-señal brilla en el cielo. |                                                  |                    |                                 |                               |

## Producción

### Desarrollo
Para septiembre de 2021, HBO Max estaba en desarrollo temprano en una serie derivada de la película The Batman (2022) centrada en el personaje del Oswald «Oz» Cobb / El Pingüino. El director de The Batman Matt Reeves había sugerido a los ejecutivos del estudio que una secuela podría explorar más al Pingüino, pero querían usar la idea para una serie derivada. Lauren LeFranc fue contratada para escribir la serie, mientras que Reeves y el productor de "The Batman", Dylan Clark, fueron designados como productores ejecutivos. Anteriormente habían comenzado el desarrollo de otra serie derivada centrada en el Departamento de Policía de Gotham City, pero a principios de marzo de 2022, esa serie se suspendió en favor de spin-offs centrados en personajes de cómics existentes; de estos, la serie The Penguin fue el desarrollo más avanzado en ese momento. Reeves no estaba seguro de si dirigiría la serie, que dijo que vendría antes de una secuela de The Batman y podría vincularse con esa posible segunda película. Poco después, tras el lanzamiento de The Batman, la serie limitada recibió un pedido directo a serie de HBO Max usando el título provisional The Penguin, con LeFranc confirmado como showrunner y productor ejecutivo. Daniel Pipski y Adam Kassan de 6th & Idaho también fueron designados como productores ejecutivos, junto con Rafi Crohn como coproductor ejecutivo.
La estrella Colin Farrell dijo en julio de 2022 que Reeves no dirigiría la serie, pero brindaba orientación sobre la estructura de los guiones y participó en la elección de quién los dirigiría. En octubre, Craig Zobel fue contratado para dirigir los tres primeros episodios de la serie y actuar como productor ejecutivo. No estaba claro entonces si Reeves Los futuros proyectos de DC para un universo compartido planificado de 'The Batman' estarían bajo el control de James Gunn y Peter Safran, jefes de los entonces recientemente anunciados DC Studios que estaba listo para liderar los proyectos de cine y televisión de DC, o bajo la supervisión de los copresidentes de Warner Bros. Pictures Michael De Luca y Pamela Abdy. Gunn confirmó poco después que DC Studios supervisaría todas las producciones de DC y se había puesto en contacto con Reeves sobre sus proyectos para entonces. Al anunciar los primeros proyectos de la nueva franquicia de DC, el DC Universe (DCU) en enero de 2023, Gunn dijo que cualquier proyecto que no encajara en el universo compartido de DCU se etiquetaría como "DC Elseworlds" en movimiento adelante. Esto es lo mismo que DC Comics usa el sello Elseworlds para marcar los cómics que están separados de la continuidad principal. El universo compartido de Batman de Reeves se una parte de esta etiqueta, que incluye The Penguin. Bill Carraro fue nombrado productor ejecutivo el mes siguiente. La serie consta de ocho episodios, con un total aproximado de seis a ocho horas de contenido.

### Escritura
La serie comienza una semana después de los eventos de The Batman, luego de la inundación de Gotham City como se muestra al final de la película, que, según Farrell, hizo para un "historia muy complicada, muy oscura". La serie ocurre poco antes de los eventos de la secuela de la película The Batman – Part II (2025), estableciendo un "pequeño tejido" de planes que conducirían a la secuela. Clark dijo que mostraría el ascenso al poder de Oz y comparó la serie con Scarface (1983). Agregó que la serie estaba destinada a ser una historia independiente de The Batman y mejoraría la experiencia de ver la película. Reeves citó The Long Good Friday (1980) como una influencia adicional, y dijo que la serie trataba sobre el sueño americano, con Oz siendo "subestimado... nadie cree que sea capaz de hacer algo [pero él] cree en sí mismo con una visceral violencia". LeFranc había escrito el guion del episodio piloto a principios de marzo de 2022, cuando la historia de la primera temporada había terminado, además de escribir los otros episodios. Farrell leyó el primer episodio a mediados de octubre de 2022 y lo llamó sabroso e inusual, y estaba emocionado de explorar más a fondo el "golpe de Oz" que Reeves imaginó para el personaje. Estaba programado para leer el segundo y el tercer episodio la semana siguiente. Los guiones se completaron a principios de mayo de 2023. Sarah Aubrey, directora de originales de HBO Max, dijo que el objetivo de la serie era explorar la vida de Oz, que tiene sus raíces en la calles de Ciudad Gótica y lo describió como "un buscavidas y un estratega con sus propias ambiciones".

### Reparto
Para cuando se reveló que el desarrollo de la serie estaba en marcha en septiembre de 2021, se le había propuesto a Colin Farrell que retomara su papel como el Pingüino de The Batman, pero no estaba obligado por contrato a repetir su papel. En diciembre, Farrell firmó oficialmente para protagonizar la serie y producirla ejecutivamente. Describió trabajar con LeFranc como una experiencia de colaboración similar a trabajar con Reeves en 'The Batman' '. En marzo de 2022, Reeves dijo que existía la posibilidad de que otros personajes de la película aparecieran en la serie. A finales de octubre, Cristin Milioti fue elegida como la protagonista femenina Sofia Falcone. En febrero de 2023, Rhenzy Feliz fue elegido para el papel principal,  adolescente que se hace amigo de Cobb y se convierte en su conductor, mientras Michael Kelly, Shohreh Aghdashloo, y Deirdre O'Connell también fueron elegidos para papeles no revelados. Clancy Brown fue elegido el mes siguiente para repetir como Salvatore Maroni.

### Diseño
Farrell dijo que Mike Marino, el diseñador de maquillaje de The Batman, regresaría para la serie, y sintió que el maquillaje se perfeccionó más sutilmente, lo que le permitió explorar libremente más allá de sus rasgos faciales.Helen Huang se desempeñó como diseñadora de vestuario,  y Kalina Ivanov se desempeñó como diseñadora de producción.

### Filmación
La fotografía principal comenzó el 1 de marzo de 2023, en la ciudad de Nueva York, con el título provisional Boss. Darran Tiernan se desempeñó como director de fotografía de los tres episodios dirigidos por Zobel.  El trabajo de estudio de sonido se realizó en Silvercup Studios North en Queens.  La filmación se llevaría a cabo en el condado de Westchester, Nueva York, el 16 de mayo cuando los piqueteros que participaron en la huelga del Writers Guild of America de 2023 hicieron que la producción se detuviera ese día. Después de más piquetes al día siguiente en los sets de la serie en una iglesia en Harlem, Manhattan, y en Silvercup North que una vez más cerraron la filmación, la producción se detuvo hasta el 18 de mayo. La filmación de escenas más pequeñas se llevó a cabo al día siguiente en Brooklyn.  En junio, la producción se suspendió hasta después de que concluyó la huelga.  Se esperaba que el rodaje se produjera durante cinco o seis meses,  y a Kelly le quedaba un día de rodaje para completarlo antes de que se suspendiera el rodaje.  La huelga de guionistas terminó a finales de septiembre de 2023,  mientras que la huelga simultánea de SAG-AFTRA de 2023 terminó el 9 de noviembre. En ese momento, el rodaje de la serie se reanudaría a finales de mes, y se consideró una prioridad para Warner Bros.  El rodaje se reanudó el 27 de noviembre en el Bronx y tuvo lugar en Whitestone, Queens al día siguiente.  Kelly había terminado de filmar sus escenas en enero de 2024,  y el rodaje finalizó el 17 de febrero.

## Estreno
The Penguin está programado para estrenarse en los Estados Unidos en HBO el 19 de septiembre de 2024,  y constará de ocho episodios.  La serie también se transmitirá en Max.  Inicialmente se planeó un estreno a mediados de 2024, pero se retrasó debido a las dos huelgas de Hollywood.  En mayo de 2024, Sky Group adquirió los derechos de transmisión de The Penguin en países europeos seleccionados donde Max aún no opera, y la serie se emitirá día y fecha en Sky Atlantic y el servicio de transmisión de Sky Now.  En junio de 2024, después de que WBD cambiara muchas de sus series Max de gran presupuesto planeadas en función de sus propiedades intelectuales para que fueran originales de HBO a partir de 2025, el director ejecutivo de contenido de HBO y Max, Casey Bloys, dijo que The Penguin era un "ajuste obvio como un original de HBO", pero no podía modificarse a tal porque ya habían comenzado el proceso de licencia internacional con el sello Max.  El mes siguiente, la serie se trasladó a debutar en HBO después de que se renegoció la marca.

## Recepción
En el sitio web de recopilación de reseñas Rotten Tomatoes, el 94% de las 151 reseñas de los críticos son positivas, con una calificación promedio de 8,15/10. El consenso del sitio web dice: "Al representar Gotham a través de puñetazos que rompen huesos en lugar de onomatopeyas, The Penguin es una saga criminal con fundamento que recibe seriedad de Colin Farrell y una Cristin Milioti que se roba la escena".  Metacritic, que utiliza un promedio ponderado, le asignó una puntuación de 72 sobre 100, basada en 41 críticos, lo que indica reseñas "generalmente favorables".

## Reconocimientos
| Año  | Premiación                        | Categoría                                                            | Candidato(s) | Resultado | Refs   |
| ---- | --------------------------------- | -------------------------------------------------------------------- | --- | --------- | ------ |
| 2025 | American Film Institute Awards    | Top 10 programas de televisión del año                               | The Penguin | Ganador   | [ 47 ] |
| 2025 | Critics' Choice Television Awards | Mejor película/miniserie                                             | The Penguin | Nominado  | [ 48 ] |
| 2025 | Critics' Choice Television Awards | Mejor actor en película/miniserie                                    | Colin Farrell | Ganador   | [ 48 ] |
| 2025 | Critics' Choice Television Awards | Mejor actriz en película/miniserie                                   | Cristin Milioti | Ganador   | [ 48 ] |
| 2025 | Critics' Choice Television Awards | Mejor actriz de reparto en película/miniserie                        | Deirdre O'Connell | Nominado  | [ 48 ] |
| 2025 | Directors Guild of America Awards | Mejor dirección de televisión - Miniserie o película para televisión | Kevin Bray, Helen Shaver & Jennifer Getzinger | Nominado  | [ 49 ] |
| 2025 | Golden Globe Awards               | Mejor miniserie o telefilme                                          | The Penguin | Nominado  | [ 50 ] |
| 2025 | Golden Globe Awards               | Mejor actor de miniserie o telefilme                                 | Colin Farrell | Ganador   | [ 50 ] |
| 2025 | Golden Globe Awards               | Mejor actriz de miniserie o telefilme                                | Cristin Milioti | Nominado  | [ 50 ] |
| 2025 | Screen Actors Guild Awards        | Mejor actor de televisión - Miniserie o telefilme                    | Colin Farrell | Ganador   | [ 51 ] |
| 2025 | Screen Actors Guild Awards        | Mejor actriz de televisión - Miniserie o telefilme                   | Cristin Milioti | Nominado  | [ 51 ] |
| 2025 | Screen Actors Guild Awards        | Mejor reparto de especialistas en una serie de televisión            | The Penguin | Nominado  | [ 51 ] |
| 2025 | Writers Guild of America Awards   | Mejor Miniserie                                                      | Vladimir Cvetko, Breannah Gibson, Erika L. Johnson, Lauren LeFranc, Corina Maritescu, Megan Martin, John McCutcheon, Shaye Ogbonna, Nick Towne, Noelle Valdivia & Kira Snyder | Ganador   | [ 52 ] |